# Suka Makmur (Singkil)
Suka Makmur is een bestuurslaag in het regentschap Aceh Singkil van de provincie Atjeh, Indonesië. Suka Makmur telt 613 inwoners (volkstelling 2010).